# Ruan (Loiret)
Ruan je francouzská obec v departementu Loiret v regionu Centre-Val de Loire. Žije zde 205 obyvatel.

## Poloha obce
Obec leží na severozápadě departementu Loiret u hranic s departementem Eure-et-Loir.

### Sousední obce
| Růžice kompasu | Santilly (Eure-et-Loir) | Lion-en-Beauce | Oison              | Růžice kompasu |
| Růžice kompasu | Dambron (Eure-et-Loir)  | Sever          | Aschères-le-Marché | Růžice kompasu |
| Růžice kompasu | Dambron (Eure-et-Loir)  | Ruan (Loiret)  | Aschères-le-Marché | Růžice kompasu |
| Růžice kompasu | Dambron (Eure-et-Loir)  | Jih            | Aschères-le-Marché | Růžice kompasu |
| Růžice kompasu | Artenay                 |                | Trinay             | Růžice kompasu |